# گل نیمروز (سرده)
گل نیمروز (سرده) (نام علمی: Mesembryanthemum) نام یک سرده از تیره علف‌فرشیان است.

## نگارخانه

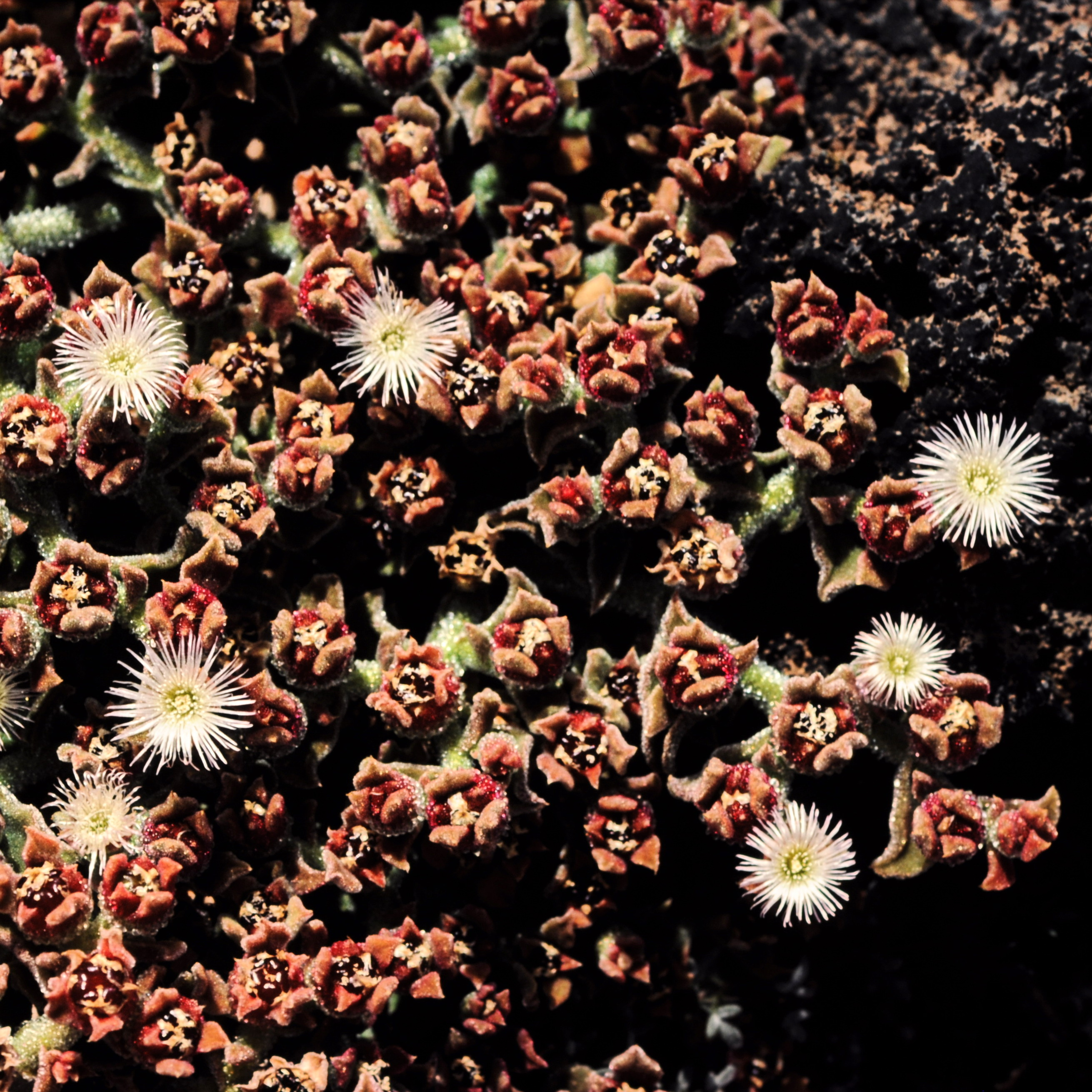
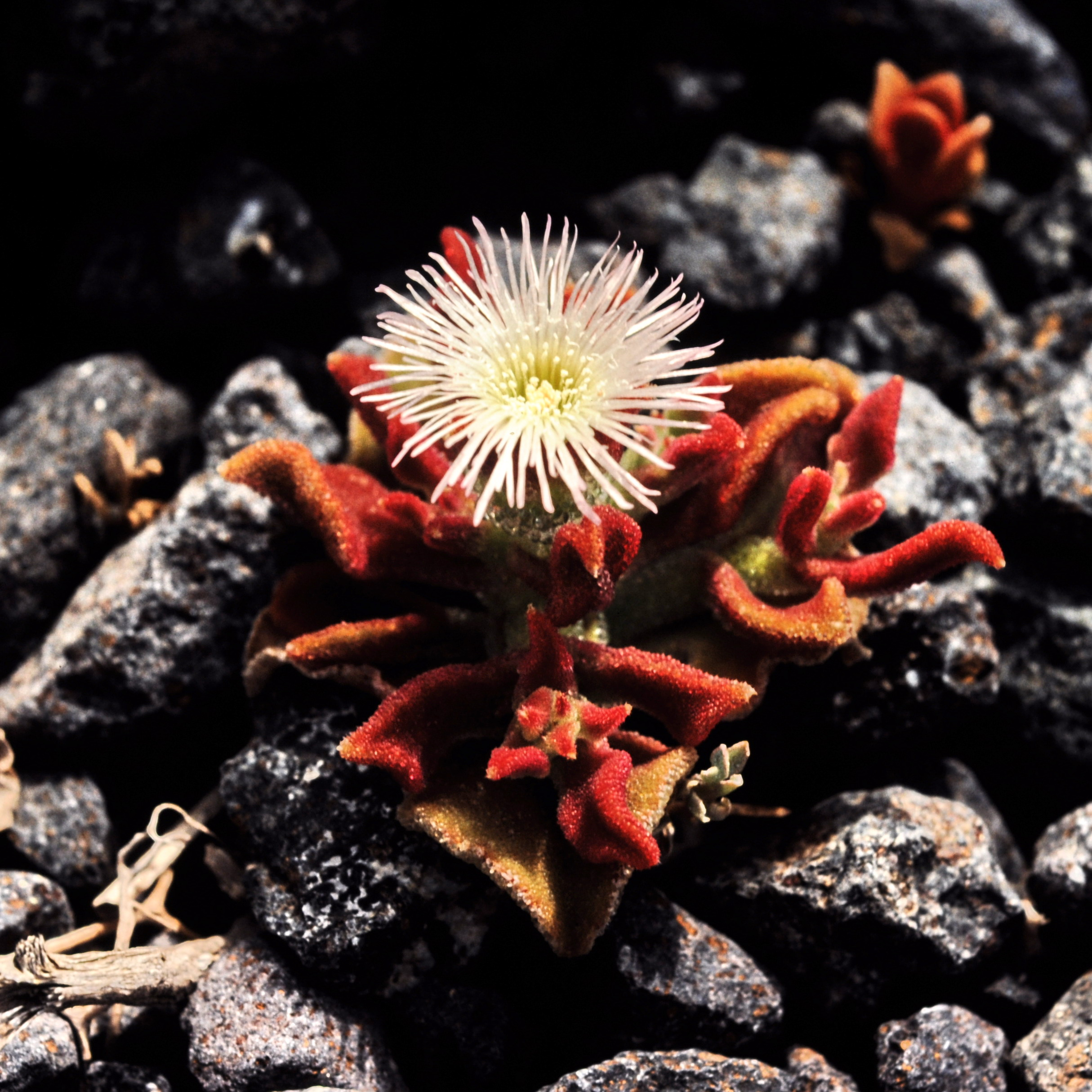
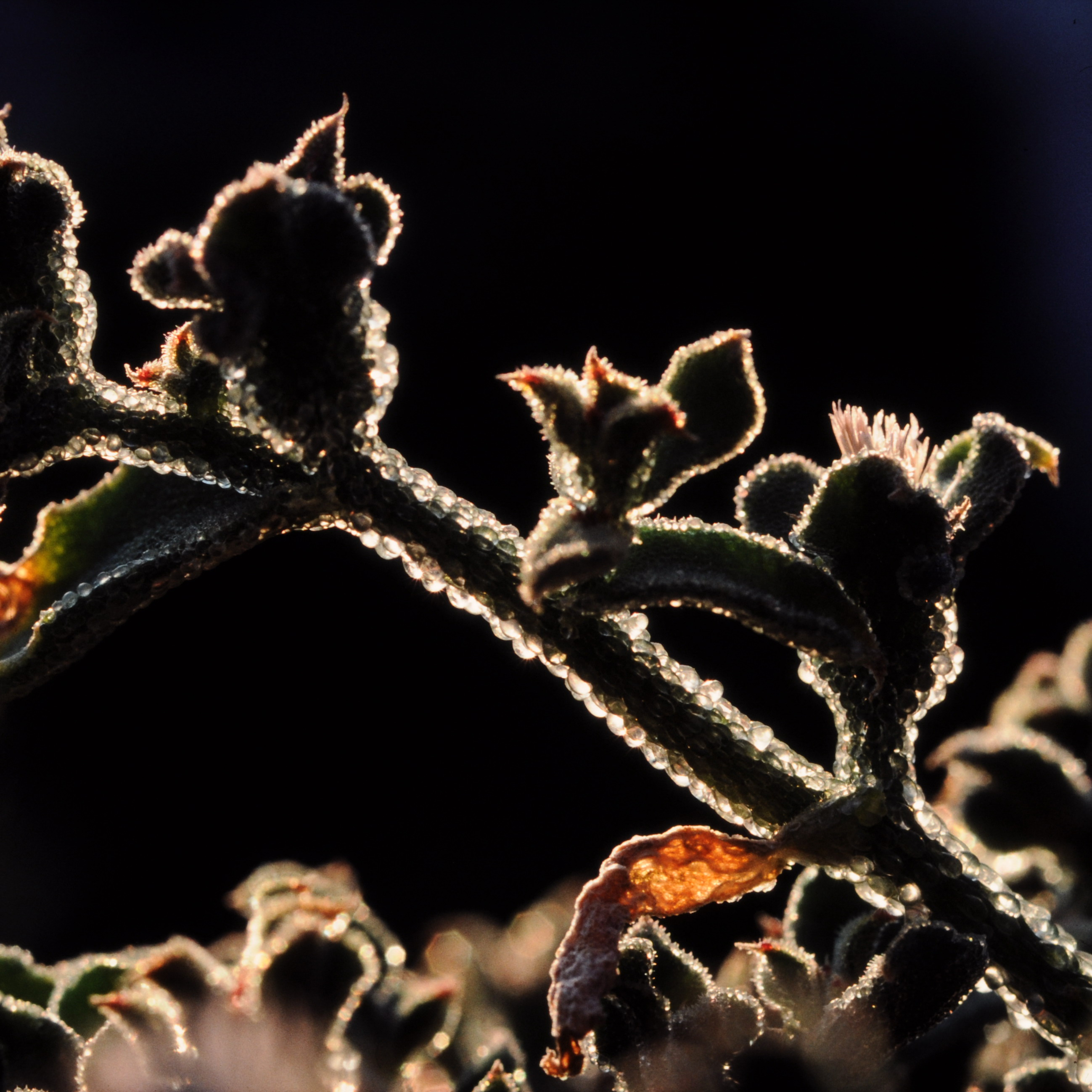
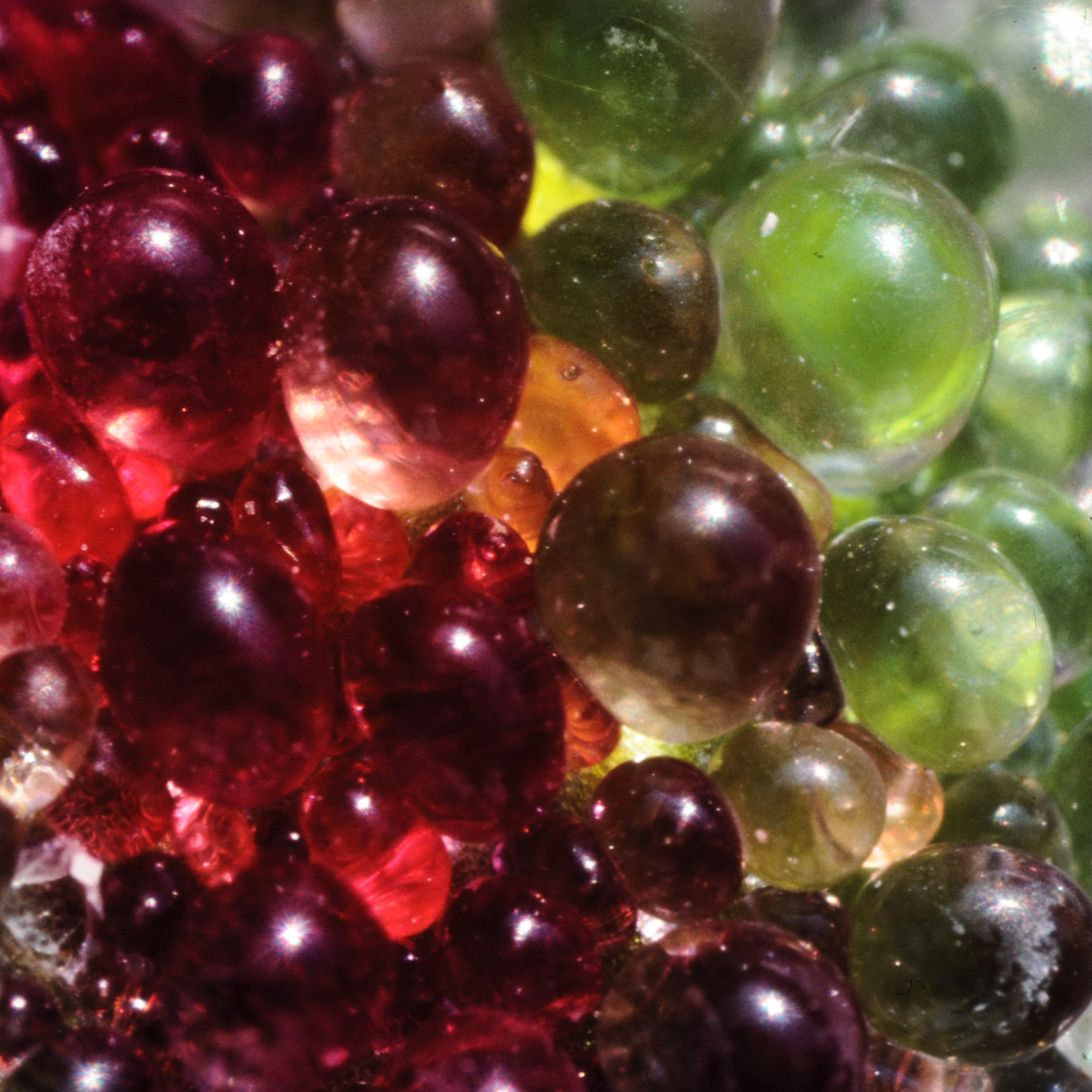